# De Geergymnasiet
De Geergymnasiet är en kommunal gymnasieskola belägen vid Södra Promenaden i Norrköping. Skolan är en fortsättning av  Norrköpings högre allmänna läroverk som fick detta namn 1967.

## Utbildningsprogram[1]
- ES Musik
- ES Film och Animation
- ES Dans och Koreografi
- ES Konst och Design
- ES Teater och Regi
- SA Medier och journalistik
- SA Samhällsvetenskap
- SA Beteendevetenskap
- HT Event och resor
- HU Kultur
- Fotboll
- Gysär - Hotell, restaurang och bageri
- Gysär - Individuellt program